# La Cumbre Verapaz
La Cumbre Verapaz är en ort i Mexiko.   Den ligger i kommunen Chilón och delstaten Chiapas, i den sydöstra delen av landet, 800 km öster om huvudstaden Mexico City. La Cumbre Verapaz ligger 1 361 meter över havet och antalet invånare är 121.
Terrängen runt La Cumbre Verapaz är huvudsakligen kuperad. La Cumbre Verapaz ligger uppe på en höjd. Runt La Cumbre Verapaz är det ganska tätbefolkat, med 54 invånare per kvadratkilometer. Närmaste större samhälle är Yajalón, 10,8 km norr om La Cumbre Verapaz. I omgivningarna runt La Cumbre Verapaz växer i huvudsak städsegrön lövskog.